# Az-Zahirijja
Az-Zahirijja (arab. الظاهرية) – wieś w Syrii, w muhafazie Aleppo, w dystrykcie Dżarabulus. W 2004 roku liczyła 480 mieszkańców.